# Geofísica matemática
La geofísica matemática se ocupa del desarrollo de métodos matemáticos para su uso en geofísica. Como tal, tiene aplicación en muchos campos de la geofísica, particularmente la geodinámica y la sismología. 

## Áreas de geofísica matemática

### Dinámica de fluidos geofísicos
La dinámica de fluidos geofísicos desarrolla la teoría de la dinámica de fluidos para la atmósfera, el océano y el interior de la Tierra. Las aplicaciones incluyen geodinámica y la teoría de la geodínamo. 

### Teoría inversa geofísica
La teoría inversa geofísica se ocupa del análisis de datos geofísicos para obtener parámetros del modelo. Tiene que ver con la pregunta: ¿Qué se puede saber sobre el interior de la Tierra a partir de mediciones en la superficie? En general, existen límites sobre lo que puede conocerse incluso en el límite ideal de datos exactos.
El objetivo de la teoría inversa es determinar la distribución espacial de alguna variable (por ejemplo, densidad o velocidad de onda sísmica). La distribución determina los valores de un observable en la superficie (por ejemplo, aceleración gravitacional para la densidad). Debe haber un modelo directo que prediga las observaciones de superficie dada la distribución de esta variable. 
Las aplicaciones incluyen geomagnetismo, magnetotelúrica y sismología. 

### Fractales y complejidad
Muchos conjuntos de datos geofísicos tienen espectros que siguen una ley de potencia, lo que significa que la frecuencia de una magnitud observada varía según alguna potencia de la magnitud. Un ejemplo es la distribución de las magnitudes de los terremotos; los pequeños terremotos son mucho más comunes que los grandes terremotos. Esto es a menudo un indicador de que los conjuntos de datos tienen una geometría fractal subyacente. Los conjuntos de fractales tienen una serie de características comunes, incluida la estructura en muchas escalas, la irregularidad y la autosimilitud (se pueden dividir en partes que se parecen mucho al conjunto). La manera en que estos conjuntos se pueden dividir determina la dimensión de Hausdorff del conjunto, que generalmente es diferente de la dimensión topológica más familiar. Los fenómenos fractales están asociados con el caos, la criticidad autoorganizada y la turbulencia.

### Asimilación de datos
La asimilación de datos combina modelos numéricos de sistemas geofísicos con observaciones que pueden ser irregulares en el espacio y el tiempo. Muchas de las aplicaciones involucran dinámica de fluidos geofísicos. Los modelos dinámicos de fluidos se rigen por un conjunto de ecuaciones diferenciales parciales. Para que estas ecuaciones hagan buenas predicciones, se necesitan condiciones iniciales precisas. Sin embargo, a menudo las condiciones iniciales no son muy conocidas. Los métodos de asimilación de datos permiten que los modelos incorporen observaciones posteriores para mejorar las condiciones iniciales. La asimilación de datos juega un papel cada vez más importante en el pronóstico del tiempo.

### Estadística geofísica
Algunos problemas estadísticos se encuentran bajo el título de geofísica matemática, incluida la validación del modelo y la incertidumbre cuantitativa. 